# Legio I Macriana liberatrix
A Legio I Macriana liberatrix (Macer I. felszabadító légiója) egy római légió volt, amelyet Africa provincia helytartója, Lucius Clodius Macer hozott létre i.sz. 68-ban.
Macer Galba (aki akkor Hispania Tarraconensis helytartója volt) biztatására fellázadt Néró császár ellen és a légiót a már parancsnoksága alá tartozó Legio III Augusta megerősítésére hozta létre. Néró még ugyanebben az évben öngyilkos lett, utána pedig Galba ült a birodalom trónjára. Galba azonban nem bízott Macerben, túl erősnek vélte a két légiójával és 69-ben (a négy császár évében) Trebonius Garutianus procuratorral meggyilkoltatta. A Legio I Macrianát feloszlatták. Lehetséges, hogy Vitellius megpróbálta újjászervezni az egységet, de röviddel később Vespasianus legyőzte, őt pedig megölték. A légió jelvénye nem ismert. 